# Joseph-Octave Plessis
Pour les articles homonymes, voir Plessis (homonymie).
Joseph-Octave Plessis, né le 3 mars 1763 à Montréal et mort le 4 décembre 1825 à Québec, est un ecclésiastique canadien. Il est archevêque de Québec de 1806 à 1825.

## Biographie
Joseph-Octave Plessis naquit après la signature du Traité de Paris (1763) confirmant la conquête de la Nouvelle-France par la Grande-Bretagne. Ses ancêtres paternels étaient partis de Metz, en France, pour s’établir à Montréal. Il commença ses études primaires au Vieux Séminaire de Saint-Sulpice. En 1778, Plessis entra au petit séminaire de Québec. Le programme d’études le dirigea  vers  la prêtrise. Le 31 mai 1792, il fut nommé curé à Notre-Dame de Québec qui était, avec Notre-Dame de Montréal, la plus importante paroisse du diocèse. Il avait de bonnes relations avec des personnages influents comme l’évêque anglican Jacob Mountain et Thomas Dunn, engagés dans la vie politique. À force de patience, espère-t-il, son discours constamment marqué d’un loyalisme finira par amener les autorités  anglaises à de meilleures dispositions envers les canadiens car le statut ambigu de l’Église romaine, tolérée mais pas officiellement reconnue, suscite bien des difficultés, notamment pour la nomination des curés, la création des paroisses, les droits des communautés religieuses et la reconnaissance de leurs propriétés. Il contribua à l'établissement du Séminaire de Nicolet, entre Québec et Montréal et supervisa également d'autres collèges classiques. 

## Voyage à Rome
Le 10 avril 1816, John Coape Sherbrooke, est nommé gouverneur en chef de l’Amérique du Nord britannique; il tente de rester impartial dans les conflits entre le parti canadien et le parti bureaucrate  mené en particulier par le juge en chef Jonathan Sewell. Sherbrooke gagne la confiance de l'évêque catholique de Québec, Mgr Plessis, qu'il nomme au Conseil législatif en 1817. C'est une nomination audacieuse, compte tenu de l'anti-catholicisme de la politique officielle de la Grande-Bretagne. Il garde également de bonnes relations avec Louis-Joseph Papineau, le jeune président de la Chambre d'assemblée. Sherbrooke  encourage également le voyage en Europe de Mgr Plessis. pour les différentes missions incluant l’éducation catholique au Bas-Canada qui fait qu’il se méfie de la loi de 1801, créant l’Institution royale pour l'avancement des sciences, qui représentait une menace protestante sur l’éducation et devait être modifiée. Mgr Plessis part à Londres  en juillet 1819 accompagné de  Jean-Jacques Lartigue. M. Lartigue  représenta sa communauté auprès du gouvernement britannique et M. Plessis est autorisé a se rendre en France et en Italie; il est le premier membre du Haut clergé canadien autorisé à se rendre à Rome depuis la Conquête de 1759-1760, puis il repasse à Londres afin de participer aux négociations entre le Vatican et le Palais Saint James. Plusieurs accords concernant le Canada sont discutés; il réussira à consolider la position de l’Église, fera reconnaître par le pouvoir britannique son titre d’évêque de Québec. Il accèdera, comme son vis-à-vis anglican Jacob Mountain, au Conseil législatif du Bas-Canada en 1817. Plessis cultiva une nouvelle génération de prêtres durant l'époque difficile précédant la rébellion du Bas-Canada, dont Jean-Baptiste-Antoine Ferland, Narcisse-Charles Fortier, Jean Holmes, Jean-Baptiste Kelly, Thomas Maguire et Pierre-Antoine Tabeau. Il fut le premier évêque de Québec à être élevé officiellement et reconnu par Londres au rang d'Archevêques de Québec. Le gouvernement colonial, même s’il était hostile au clergé catholique, n’intervenait peu ou plus dans les nominations paroissiales.

## Hommages
La rue Monseigneur-Plessis a été nommée en son honneur, en 1965, dans la ville de Québec.
La rue Octave a été nommée en son honneur, en 1818, dans la ville de Québec.

### Archives
- Le fonds d'archives de Joseph-Octave Plessis est conservé au centre d'archives de Québec de Bibliothèque et Archives nationales du Québec[1].